# Alice Maciel
Alice Roseane Maciel de Sousa (Juazeiro do Norte, 5 de maio de 1975)  é uma cantora brasileira de música gospel, no sub-gênero "pentecostal".
Segundo a cantora, em seu DVD, foi cantora de diversas bandas não-religiosas até conhecer o Evangelho que mudou sua vida totalmente.
Reside em Arcoverde, Pernambuco, e pertence à Assembleia de Deus.
Seu álbum de estreia foi gravado e lançado em 2000 de forma independente, tendo como título Digno de Todo Louvor. Atualmente a cantora já tem 8 CDs gravados e 1 DVD, e é conhecida como a "musa da sanfona".

## Discografia
- 2000: Digno de Todo Louvor
- 2002: Levantai-Vos Mulheres
- 2003: Alice Maciel Ao Vivo com Testemunho
- 2003: A Vitória De Ana
- 2005: Deus é Fiel
- 2006: Vitória Absoluta
- 2006: Alice Maciel Ao Vivo (CD do DVD)
- 2008: Através do Louvor
- 2011: O Grande Salvador